# Roger Barde
Roger Barde Dr. (Valreas, 1921. augusztus 23. – 2007. január 16.) francia nemzetközi  labdarúgó-játékvezető. Polgári foglalkozása: orvos.

## Pályafutása

### Nemzeti játékvezetés
Felesége kezdettől fogva ellenezte, hogy játékvezető legyen, ennek ellenére 1955-ben szerezte meg a játékvezetői vizsgát. Ellenőreinek, sportvezetőinek javaslatára lett az I. Liga játékvezetője. A legjobb francia játékvezetők egyike. 1969-ben 47 évesen vonult vissza az aktív játékvezetéstől.

#### Nemzeti kupamérkőzések
Vezetett Kupa-döntők száma: 1.

##### Francia Kupa
A francia JB szakmai felkészültségének elismeréseként megbízta a döntő találkozó koordinálásával.
| Időpont         | Helyszín                                  | Mérkőzés típusa | Mérkőzés                                  | Eredmény | Nézők száma |
| --------------- | ----------------------------------------- | --------------- | ----------------------------------------- | -------- | ----------- |
| 1968. május 12. | Yves-du-Manoir Olimpiai Stadion, Colombes | döntő           | AS Saint-Étienne–FC Girondins de Bordeaux | 2 : 1    | 33 959      |

##### Francia-szuperkupa
| Időpont          | Helyszín                                 | Mérkőzés típusa | Mérkőzés                            | Eredmény | Nézők száma |
| ---------------- | ---------------------------------------- | --------------- | ----------------------------------- | -------- | ----------- |
| 1967. június 13. | Geoffroy-Guichard Stadion, Saint-Étienne | döntő           | AS Saint-Étienne–Olympique Lyonnais | 3 – 0    | 16 398      |

### Nemzetközi játékvezetés
A Francia labdarúgó-szövetség Játékvezető Bizottsága (JB) 1966-ban terjesztette fel nemzetközi játékvezetőnek, a Nemzetközi Labdarúgó-szövetség (FIFA) bíróinak keretébe. A FIFA JB központi nyelvei közül a franciát beszéli. Több nemzetek közötti válogatott és klubmérkőzést vezetett, vagy működő társának partbíróként segített. A francia nemzetközi játékvezetők rangsorában, a világbajnokság-Európa-bajnokság sorrendjében többedmagával a 31. helyet foglalja el 1 találkozó szolgálatával. Az aktív nemzetközi játékvezetést 1968-ban hagyta abba.

#### Világbajnokság
A világbajnoki döntőhöz vezető úton Mexikóba a IX., az 1970-es labdarúgó-világbajnokságra a FIFA  JB játékvezetőként alkalmazta.

##### 1970-es labdarúgó-világbajnokság

###### Selejtező mérkőzés
| Időpont            | Helyszín                | Mérkőzés típusa  | Mérkőzés        | Eredmény |
| ------------------ | ----------------------- | ---------------- | --------------- | -------- |
| 1968. november 17. | Központi Stadion, Algír | Afrika (CAF zóna | Algéria–Tunézia | 1 : 2    |